# لیسا ثورنهیل
لیسا ثورنهیل (انگلیسی: Lisa Thornhill؛ زادهٔ ۳۰ سپتامبر ۱۹۶۶) یک هنرپیشه اهل ایالات متحده آمریکا است.
از فیلم‌های معروف او می‌توان به بازی در فیلم ورونیکا مارس اشاره کرد.